# العلاقات الكويتية الكوستاريكية
العلاقات الكويتية الكوستاريكية هي العلاقات الثنائية التي تجمع بين الكويت وكوستاريكا.

## مقارنة بين البلدين
هذه مقارنة عامة ومرجعية للدولتين:
| وجه المقارنة                                              | الكويت        | كوستاريكا                                 |
| --------------------------------------------------------- | ------------- | ----------------------------------------- |
| المساحة (كم2)                                             | 17.82 ألف     | 51.10 ألف                                 |
| عدد السكان (نسمة)                                         | 4.14 مليون    | 4.91 مليون                                |
| الكثافة السكانية (ن./كم²)                                 | 232.32        | 96.09                                     |
| العاصمة                                                   | مدينة الكويت  | سان خوسيه                                 |
| اللغة الرسمية                                             | اللغة العربية | اللغة الإسبانية                           |
| العملة                                                    | دينار كويتي   | كولون كوستاريكي                           |
| الناتج المحلي الإجمالي (بليون دولار)                      | 120.13 مليار  | 57.06 مليار                               |
| الناتج المحلي الإجمالي (تعادل القوة الشرائية) بليون دولار | 290.53 مليار  | 74.98 مليار                               |
| الناتج المحلي الإجمالي الاسمي للفرد دولار أمريكي          | 29.30 ألف     | 11.26 ألف                                 |
| الناتج المحلي الإجمالي للفرد دولار أمريكي                 | 73.25 ألف     | 14.92 ألف                                 |
| مؤشر التنمية البشرية                                      | 0.816         | 0.766                                     |
| رمز المكالمات الدولي                                      | +965          | +506                                      |
| رمز الإنترنت                                              | .kw           | .cr، قائمة نطاقات المستوى الأعلى للإنترنت |
| المنطقة الزمنية                                           | ت ع م+03:00   | 00                                        |

## منظمات دولية مشتركة
يشترك البلدان في عضوية مجموعة من المنظمات الدولية، منها:
| علم المنظمة | اسم المنظمة                               | تاريخ انضمام الكويت | تاريخ انضمام كوستاريكا |
| ----------- | ----------------------------------------- | ------------------- | ---------------------- |
|             | الاتحاد البريدي العالمي                   | ?                   | ?                      |
|             | يونسكو                                    | 18 نوفمبر 1960      | 19 مايو 1950           |
|             | البنك الدولي للإنشاء والتعمير             | 13 سبتمبر 1962      | 8 يناير 1946           |
|             | منظمة التجارة العالمية                    | ?                   | ?                      |
|             | وكالة ضمان الاستثمار متعدد الأطراف        | 12 أبريل 1988       | 8 فبراير 1994          |
|             | الاتحاد الدولي للاتصالات                  | 14 أغسطس 1959       | 13 سبتمبر 1932         |
|             | منظمة الشرطة الجنائية الدولية             | ?                   | ?                      |
|             | مؤسسة التمويل الدولية                     | 13 سبتمبر 1962      | 20 يوليو 1956          |
|             | الأمم المتحدة                             | 14 مايو 1963        | 2 نوفمبر 1945          |
|             | مؤسسة التنمية الدولية                     | 13 سبتمبر 1962      | 30 يونيو 1961          |
|             | منظمة حظر الأسلحة الكيميائية              | ?                   | ?                      |
|             | المركز الدولي لتسوية المنازعات الاستشارية | 4 مارس 1979         | 27 مايو 1993           |

## وصلات خارجية
- موقع وزارة الخارجية الكويتية
- موقع وزارة الخارجية الكوستاريكية